# 피리아 울 콥트
피리아 울 콥트(フィリア＝ウル＝コプト)는 슬레이어즈 TRY의 히로인이다.

## 소개
- 성우:쿠와시마 호우코/SBS판: 문선희/투니버스판:이명선

애니메이션 3기 TRY의 오리지널 캐릭터. 붉은 용신 쉬피드의 분신 중 하나인 '화룡왕(火龍王) 브라바자드' 의 무녀. 대신관 바자드 울 콥트의 딸. 무녀로서의 실력은 상당하여 다수의 신성마법을 자유자재로 사용한다. 골드 드래곤(황금용)으로, 평소에는 인간의 모습을 취하지만, 아직 변신술이 완전치 못해 화가 나면 꼬리가 드러나 버린다. 천년 전, 강마전쟁 때 용족을 궤멸까지 몰고 갔던 제로스를 매우 경멸하여 '부엌 쓰레기 마족' 등으로 부르며 사소한 다툼이 잦다. 화룡왕 신전의 골드 드래곤이 부당한 이유로 에이션트 드래곤들을 멸종으로 몰고 갔던 과거를 안 뒤, 무녀의 자리에서 물러난다. 드래곤으로 변신하여 일행을 태우고 나는 일이 잦다. 도자기류를 수집하는 것이 취미.